# HTC U12+
HTC U12+ è uno smartphone di HTC, annunciato il 23 maggio 2018 e successore degli HTC U11 e HTC U11+.